# 東京都道471号金町線
東京都道471号金町線（とうきょうとどう471ごう かなまちせん）は東京都葛飾区内を通る都道である。全線2車線の道路であり、水元公園に行く公園客と周辺住民、国道6号東京方面から三郷インターチェンジへ向かう車などが利用している。金町バイパスが開通するまで、国道6号の一部であった。

## 路線の概要
- 起点：葛飾区東金町4丁目交差点（東京都道501号王子金町市川線交点）
- 終点：葛飾区東金町5丁目交差点（東京都道54号松戸草加線交点）

## 周辺の施設
- 常磐線 金町駅
- 京成金町線 京成金町駅
- 葛西神社
- 水元公園